# Kabuscorp Sport Clube do Palanca
El Kabuscorp Sport Clube do Palanca és un club de futbol de la ciutat de Luanda, Angola. Kabuscorp és l'acrònim de Kangamba Business Corporation. Els seus colors són el vermell i blanc.

## Palmarès
- Lliga angolesa de futbol: [5]
  - 2013
- Supercopa angolesa de futbol: [6]
  - 2014